# Società Polisportiva Ars et Labor 1976-1977
Questa voce raccoglie le informazioni riguardanti la Società Polisportiva Ars et Labor nelle competizioni ufficiali della stagione 1976-1977.

## Stagione
La stagione 1976-1977 segna una svolta nella storia spallina: esce di scena Paolo Mazza dopo un trentennio di presidenza continuativa. L'ala più giovane del consiglio direttivo della società impone un aumento di capitale sociale che Mazza non vuole e non può sottoscrivere, questo sarà lo strumento per estrometterlo dai giochi. Finisce così l'era più gloriosa della squadra estense. 

Fasi di gioco durante SPAL-Milan di Coppa Italia, 29 giugno 1977.

Con queste premesse diventa inevitabile la retrocessione in Serie C con cui si è conclusa la stagione. Un vai e vieni di allenatori con Guido Capello, Giovanni Ballico, Ottavio Bugatti, il coinvolgimento di Ottavio Bianchi fino ad allora giocatore, Luis Suárez. L'arrivo dello spagnolo pare risollevare la squadra, ma quando verso la fine del campionato la salvezza sembrava a portata di mano un imprevedibile finale porta alla retrocessione. La gestione dirigenziale di Mazzanti, Rossatti e Cocchi inizia nel peggiore dei modi.

## Rosa
| N. |                   | Ruolo | Calciatore         |
| -- | ----------------- | ----- | ------------------ |
|    | Italia (bandiera) | C     | Ottavio Bianchi    |
|    | Italia (bandiera) | D     | Giulio Boldrini    |
|    | Italia (bandiera) | A     | Salvatore Cascella |
|    | Italia (bandiera) | C     | Ferdinando Donati  |
|    | Italia (bandiera) | D     | Silvano Gelli      |
|    | Italia (bandiera) | A     | Mauro Gibellini    |
|    | Italia (bandiera) | P     | Leonardo Grosso    |
|    | Italia (bandiera) | C     | Lucio Fasolato     |
|    | Italia (bandiera) | D     | Silvano Fiorucci   |
|    | Italia (bandiera) | C     | Salvatore Jacolino |

| N. |                   | Ruolo | Calciatore      |
| -- | ----------------- | ----- | --------------- |
|    | Italia (bandiera) | D     | Franco Lievore  |
|    | Italia (bandiera) | C     | Tiziano Manfrin |
|    | Italia (bandiera) | A     | Sauro Massi     |
|    | Italia (bandiera) | C     | David Mugianesi |
|    | Italia (bandiera) | P     | Bruno Orazi     |
|    | Italia (bandiera) | A     | Dino Pagliari   |
|    | Italia (bandiera) | A     | Angelo Paina    |
|    | Italia (bandiera) | D     | Roberto Prini   |
|    | Italia (bandiera) | D     | Sergio Reggiani |
|    | Italia (bandiera) | C     | Massimo Tassara |

## Risultati

### Serie B

#### Girone di andata
| Cagliari 26 settembre 1976 1ª giornata | Cagliari        | 0 – 0 | SPAL | Stadio Sant'Elia\| Arbitro: \| Lattanzi (Roma) \| |
| Arbitro:                               | Lattanzi (Roma) |       |      |                                                   |

| Arbitro: | Agnolin (Bassano del Grappa) |

|  |           |               |
|  | Marcatori | 53’ Altobelli |

| Arbitro: | Terpin (Trieste) |

|                |           |  |
| Bellinazzi 75’ | Marcatori |  |

| Arbitro: | Menicucci (Firenze) |

|                                     |           |  |
| Gibellini 8’, 16’, 31’ Cascella 40’ | Marcatori |  |

| Arbitro: | Celli (Trieste) |

|          |           |  |
| Gori 71’ | Marcatori |  |

| Arbitro: | Falasca (Chieti) |

|  |           |             |
|  | Marcatori | 31’ Tosetto |

| Arbitro: | Mascia (Milano) |

|                    |           |            |
| Trevisanello I 14’ | Marcatori | 7’ Manfrin |

| Ferrara 14 novembre 1976 8ª giornata | SPAL            | 0 – 0 | Varese | Stadio Comunale\| Arbitro: \| Serafino (Roma) \| |
| Arbitro:                             | Serafino (Roma) |       |        |                                                  |

| Arbitro: | Barboni (Firenze) |

|                           |           |                                |
| Moro 43’ (rig.) Villa 53’ | Marcatori | 49’ Manfrin 89’ (aut.) Salvori |

| Arbitro: | Agate (Torino) |

|           |           |                |
| Paina 38’ | Marcatori | 60’ De Gennaro |

| Arbitro: | Redini (Pisa) |

|                       |           |  |
| Manfrin 20’ Paina 23’ | Marcatori |  |

| Arbitro: | Milan (Treviso) |

|                                         |           |              |
| Loddi 7’ Montenegro 56’, 80’ Biondi 68’ | Marcatori | 42’ Reggiani |

| Arbitro: | Tani (Livorno) |

|               |           |  |
| Novellini 48’ | Marcatori |  |

| Arbitro: | Lops (Torino) |

|                     |           |             |
| Fasolato 62’ (rig.) | Marcatori | 12’ Bonaldi |

| Arbitro: | Frasso (Capua) |

|              |           |  |
| Bertuzzo 79’ | Marcatori |  |

| Arbitro: | Mascia (Milano) |

|           |           |               |
| Gelli 56’ | Marcatori | 49’ Carnevali |

| Arbitro: | Schena (Foggia) |

|                                   |           |               |
| Filippi 60’ Faloppa 64’ Rossi 71’ | Marcatori | 31’ Gibellini |

| Arbitro: | Lo Bello (Siracusa) |

|                  |           |          |
| Paina 62’ (rig.) | Marcatori | 71’ Vriz |

| Arbitro: | Mattei (Macerata) |

|                                               |           |              |
| Nobili 18’ (rig.) Andreuzza 63’ Prunecchi 67’ | Marcatori | 13’ Jacolino |

#### Girone di ritorno
| Arbitro: | Casarin (Milano) |

|           |           |              |
| Paina 55’ | Marcatori | 84’ Brugnera |

| Brescia 20 febbraio 1977 21ª giornata | Brescia             | 0 – 0 | SPAL | Stadio Mario Rigamonti\| Arbitro: \| Lanzafame (Taranto) \| |
| Arbitro:                              | Lanzafame (Taranto) |       |      |                                                             |

| Arbitro: | Barbaresco (Cormons) |

|             |           |              |
| Manfrin 12’ | Marcatori | 56’ Bellotto |

| Arbitro: | Mascia (Milano) |

|  |           |           |
|  | Marcatori | 70’ Paina |

| Arbitro: | Lapi (Firenze) |

|               |           |  |
| Gibellini 56’ | Marcatori |  |

| Arbitro: | Frasso (Capua) |

|                    |           |  |
| Tosetto 56’ (rig.) | Marcatori |  |

| Arbitro: | Falasca (Chieti) |

|              |           |  |
| Cascella 89’ | Marcatori |  |

| Varese 3 aprile 1977 27ª giornata | Varese            | 0 – 0 | SPAL | Stadio Franco Ossola\| Arbitro: \| Barboni (Firenze) \| |
| Arbitro:                          | Barboni (Firenze) |       |      |                                                         |

| Arbitro: | Schena (Foggia) |

|                         |           |         |
| Gibellini 22’ Paina 32’ | Marcatori | 8’ Moro |

| Catania 17 aprile 1977 29ª giornata | Catania               | 0 – 0 | SPAL | Stadio Cibali\| Arbitro: \| Ballerini (La Spezia) \| |
| Arbitro:                            | Ballerini (La Spezia) |       |      |                                                      |

| Arbitro: | Simini (Torino) |

|           |           |           |
| Giani 34’ | Marcatori | 71’ Paina |

| Ferrara 1º maggio 1977 31ª giornata | SPAL           | 0 – 0 | Lecce | Stadio Comunale\| Arbitro: \| Lapi (Firenze) \| |
| Arbitro:                            | Lapi (Firenze) |       |       |                                                 |

| Arbitro: | Lops (Torino) |

|          |           |                     |
| Paina 5’ | Marcatori | 70’ (rig.) Brignani |

| Como 15 maggio 1977 33ª giornata | Como           | 0 – 0 | SPAL | Stadio Giuseppe Sinigaglia\| Arbitro: \| Pieri (Genova) \| |
| Arbitro:                         | Pieri (Genova) |       |      |                                                            |

| Arbitro: | Menegali (Roma) |

|              |           |                  |
| Fasolato 60’ | Marcatori | 44’ Mastropasqua |

| Arbitro: | Casarin (Milano) |

|            |           |  |
| Marchi 45’ | Marcatori |  |

| Arbitro: | Menicucci (Firenze) |

|           |           |           |
| Paina 43’ | Marcatori | 36’ Verza |

| Arbitro: | Agnolin (Bassano del Grappa) |

|            |           |  |
| Toschi 10’ | Marcatori |  |

| Arbitro: | Barbaresco (Cormons) |

|                        |           |                                                         |
| Gelli 74’ Pagliari 90’ | Marcatori | 18’ (aut.) Gibellini 21’ Orazi 41’ Prunecchi 48’ Nobili |

### Coppa Italia

#### Primo turno
| Arbitro: | Casarin (Milano) |

|                        |           |  |
| Paina 75’ Cascella 89’ | Marcatori |  |

| Arbitro: | Trinchieri (Reggio Emilia) |

|  |           |           |
|  | Marcatori | Gol · Gol |

| Arbitro: | Tonolini (Milano) |

|              |           |  |
| Fasolato 45’ | Marcatori |  |

| Arbitro: | Ciulli (Roma) |

|                                 |           |           |
| Casaroli 17’ Bonaldi 72’ (rig.) | Marcatori | 53’ Paina |

| 19 settembre 1976 5ª giornata |  | – Turno di riposo SPAL |  |  |

#### Secondo turno
| Arbitro: | Mattei (Macerata) |

|                                         |           |  |
| Nanni 18’ Chiodi 76’ Lievore 88’ (aut.) | Marcatori |  |

| Arbitro: | Panzino (Catanzaro) |

|  |           |              |
|  | Marcatori | 85’ Armidoro |

| Arbitro: | Mascia (Milano) |

|  |           |                                   |
|  | Marcatori | 75’ (rig.) Paris 84’ (rig.) Nanni |

| Arbitro: | Celli (Trieste) |

|                      |           |  |
| Bigon 6’ Braglia 32’ | Marcatori |  |

| Pisa 26 giugno 1977 5ª giornata | Napoli          | 0 – 0 | SPAL | Stadio Arena Garibaldi\| Arbitro: \| Milan (Treviso) \| |
| Arbitro:                        | Milan (Treviso) |       |      |                                                         |

| Arbitro: | Redini (Pisa) |

|  |           |                         |
|  | Marcatori | 65’ Braglia 85’ Boldini |

## Statistiche

### Statistiche di squadra
| Competizione | Punti | In casa | In casa | In casa | In casa | In casa | In casa | In trasferta | In trasferta | In trasferta | In trasferta | In trasferta | In trasferta | Totale | Totale | Totale | Totale | Totale | Totale | DR  |
| Competizione | Punti | G       | V       | N       | P       | Gf      | Gs      | G            | V            | N            | P            | Gf           | Gs           | G      | V      | N      | P      | Gf     | Gs     | DR  |
| ------------ | ----- | ------- | ------- | ------- | ------- | ------- | ------- | ------------ | ------------ | ------------ | ------------ | ------------ | ------------ | ------ | ------ | ------ | ------ | ------ | ------ | --- |
| Serie B      | 31    | 19      | 5       | 11      | 3       | 21      | 16      | 19           | 1            | 8            | 10           | 8            | 21           | 38     | 6      | 19     | 13     | 29     | 37     | -8  |
| Coppa Italia |       | 5       | 2       | 0       | 3       | 3       | 5       | 5            | 1            | 1            | 3            | 3            | 7            | 10     | 3      | 1      | 6      | 6      | 12     | -6  |
| Totale       |       | 24      | 7       | 11      | 6       | 24      | 21      | 24           | 2            | 9            | 13           | 11           | 26           | 48     | 9      | 20     | 19     | 35     | 49     | -14 |

### Statistiche dei giocatori
| Giocatore     | Serie B  | Serie B | Serie B     | Serie B    | Coppa Italia | Coppa Italia | Coppa Italia | Coppa Italia | Totale   | Totale | Totale      | Totale     |
| Giocatore     | Presenze | Reti    | Ammonizioni | Espulsioni | Presenze     | Reti         | Ammonizioni  | Espulsioni   | Presenze | Reti   | Ammonizioni | Espulsioni |
| ------------- | -------- | ------- | ----------- | ---------- | ------------ | ------------ | ------------ | ------------ | -------- | ------ | ----------- | ---------- |
| O. Bianchi    | 13       | 0       | ?           | ?          | ?            | ?            | ?            | ?            | 13+      | 0+     | ?           | ?          |
| G. Boldrini   | 35       | 0       | ?           | ?          | ?            | ?            | ?            | ?            | 35+      | 0+     | ?           | ?          |
| S. Cascella   | 30       | 2       | ?           | ?          | ?            | ?            | ?            | ?            | 30+      | 2+     | ?           | ?          |
| F. Donati     | 18       | 0       | ?           | ?          | ?            | ?            | ?            | ?            | 18+      | 0+     | ?           | ?          |
| S. Gelli      | 32       | 2       | ?           | ?          | ?            | ?            | ?            | ?            | 32+      | 2+     | ?           | ?          |
| M. Gibellini  | 33       | 6       | ?           | ?          | ?            | ?            | ?            | ?            | 33+      | 6+     | ?           | ?          |
| L. Grosso     | 30       | -27     | ?           | ?          | ?            | ?            | ?            | ?            | 30+      | -27+   | ?           | ?          |
| L. Fasolato   | 30       | 2       | ?           | ?          | ?            | ?            | ?            | ?            | 30+      | 2+     | ?           | ?          |
| S. Fiorucci   | 9        | 0       | ?           | ?          | ?            | ?            | ?            | ?            | 9+       | 0+     | ?           | ?          |
| S. Jacolino   | 31       | 1       | ?           | ?          | ?            | ?            | ?            | ?            | 31+      | 1+     | ?           | ?          |
| F. Lievore    | 11       | 0       | ?           | ?          | ?            | ?            | ?            | ?            | 11+      | 0+     | ?           | ?          |
| T. Manfrin    | 24       | 4       | ?           | ?          | ?            | ?            | ?            | ?            | 24+      | 4+     | ?           | ?          |
| S. Massi      | 1        | 0       | ?           | ?          | ?            | ?            | ?            | ?            | 1+       | 0+     | ?           | ?          |
| D. Muggianesi | 8        | 0       | ?           | ?          | ?            | ?            | ?            | ?            | 8+       | 0+     | ?           | ?          |
| B. Orazi      | 8        | -10     | ?           | ?          | ?            | ?            | ?            | ?            | 8+       | -10+   | ?           | ?          |
| D. Pagliari   | 15       | 1       | ?           | ?          | ?            | ?            | ?            | ?            | 15+      | 1+     | ?           | ?          |
| A. Paina      | 33       | 9       | ?           | ?          | ?            | ?            | ?            | ?            | 33+      | 9+     | ?           | ?          |
| R. Prini      | 38       | 0       | ?           | ?          | ?            | ?            | ?            | ?            | 38+      | 0+     | ?           | ?          |
| S. Reggiani   | 21       | 1       | ?           | ?          | ?            | ?            | ?            | ?            | 21+      | 1+     | ?           | ?          |
| M. Tassara    | 29       | 0       | ?           | ?          | ?            | ?            | ?            | ?            | 29+      | 0+     | ?           | ?          |